# 小野町 (春日井市)
小野町（おのちょう）は、愛知県春日井市にある地名。現行行政地名は小野町1丁目から小野町6丁目。

## 地理
春日井市南西部に位置する。東は下条町・中切町、西は町田町・松新町、南は松河戸町、北は柏井町・篠田町に接する。

## 歴史

### 地名の由来
松河戸地域に小野道風生誕地という伝承が残ることによる。

### 沿革
- 1889年（明治22年） - 東春日井郡松河戸村・下条村・上中切村・下津尾村が合併し、同郡小野村が成立[1]。
- 1906年（明治39年） - 合併に伴い、東春日井郡鳥居松村の各大字となる[1]。
- 1978年（昭和53年） - 春日井市松河戸町・下条町・篠田町・中切町の各一部により、同市小野町が成立[1]。
- 1980年・1981年・1982年（昭和55・56・57年） - 春日井市松河戸町・下条町・中切町の各一部を編入[1]。

## 世帯数と人口
2019年（平成31年）4月1日現在の世帯数と人口は以下の通りである。
| 丁目        | 世帯数    | 人口    |
| ----------- | --------- | ------- |
| 小野町1丁目 | 296世帯   | 531人   |
| 小野町2丁目 | 560世帯   | 1,271人 |
| 小野町3丁目 | 193世帯   | 444人   |
| 小野町4丁目 | 368世帯   | 830人   |
| 小野町5丁目 | 375世帯   | 870人   |
| 小野町6丁目 | 272世帯   | 613人   |
| 計          | 2,064世帯 | 4,559人 |

### 人口の変遷
国勢調査による人口の推移
| 1995年（平成7年）  | 3,615人 | [ 7 ]  |  |
| 2000年（平成12年） | 3,809人 | [ 8 ]  |  |
| 2005年（平成17年） | 3,887人 | [ 9 ]  |  |
| 2010年（平成22年） | 3,853人 | [ 10 ] |  |
| 2015年（平成27年） | 4,061人 | [ 11 ] |  |

## 学区
市立小・中学校に通う場合、学区は以下の通りとなる。また、公立高等学校に通う場合の学区は以下の通りとなる。
| 丁目        | 番・番地等 | 小学校               | 中学校               | 高等学校 |
| ----------- | ---------- | -------------------- | -------------------- | -------- |
| 小野町1丁目 | 全域       | 春日井市立小野小学校 | 春日井市立中部中学校 | 尾張学区 |
| 小野町2丁目 | 全域       | 春日井市立小野小学校 | 春日井市立中部中学校 | 尾張学区 |
| 小野町3丁目 | 全域       | 春日井市立小野小学校 | 春日井市立中部中学校 | 尾張学区 |
| 小野町4丁目 | 全域       | 春日井市立小野小学校 | 春日井市立中部中学校 | 尾張学区 |
| 小野町5丁目 | 全域       | 春日井市立小野小学校 | 春日井市立中部中学校 | 尾張学区 |
| 小野町6丁目 | 全域       | 春日井市立小野小学校 | 春日井市立中部中学校 | 尾張学区 |

## 施設
- 春日井市立小野小学校[6]北緯35度13分41.4秒 東経136度57分57.9秒 / 北緯35.228167度 東経136.966083度
- 春日井市立小野保育園[6]北緯35度13分42.2秒 東経136度57分54.6秒 / 北緯35.228389度 東経136.965167度
- はなのき公園[6]北緯35度13分38.8秒 東経136度57分47.6秒 / 北緯35.227444度 東経136.963222度
- 愛知県営松河戸住宅[6]北緯35度13分37秒 東経136度57分46.8秒 / 北緯35.22694度 東経136.963000度
- ショーワ名古屋工場跡地(現在はマンションの勝川サザンクラス、 バロー勝川店、ライフガーデン勝川、スターバックスコーヒー春日井勝川店)北緯35度13分42.6秒 東経136度57分39.7秒 / 北緯35.228500度 東経136.961028度

## その他

### 日本郵便
- 郵便番号 : 486-0926[4]（集配局：春日井郵便局[14]）。